# Phường 3, Tân An
Phường 3 là một phường thuộc thành phố Tân An, tỉnh Long An, Việt Nam.

## Địa lý
Phường 3 có vị trí địa lý:
- Phía đông giáp xã Bình Tâm
- Phía tây giáp Phường 1 và Phường 4
- Phía nam giáp Phường 7
- Phía bắc giáp Phường 1 và Phường 5.

Phường 3 có diện tích 3,13 km², dân số năm 2022 là 19.549 người, mật độ dân số đạt 6.245 người/km².

## Lịch sử
Năm 1976, thành lập Phường 3 thuộc thị xã Tân An trên cơ sở một phần của xã Bình Lập của quận Bình Phước (huyện Châu Thành hiện nay) với 5 khu phố.
Ngày 19 tháng 6 năm 2006, Chính phủ ban hành Nghị định số 60/2006/NĐ-CP về việc thành lập Phường 7 trên cơ sở điều chỉnh 141,93 ha diện tích tự nhiên và 2.410 nhân khẩu của Phường 3.
Sau khi điều chỉnh địa giới hành chính, Phường 3 còn lại 354,47 ha diện tích tự nhiên và 14.298 nhân khẩu, có 9 khu phố.
Ngày 24 tháng 8 năm 2009, Chính phủ ban hành Nghị quyết số 38/NQ-CP về việc thành lập thành phố Tân An thuộc tỉnh Long An. Phường 3 trực thuộc thành phố Tân An.